# Archaefructus
Archaefructus — вимерлий оліготипний рід квіткових рослин невизначеного класу, одна з найдавніших відомих груп квіткових. Відомий з нижньокрейдових відкладень (близько 125 млн років тому). Включається до гіпотетичної монотипної родини Archaefructaceae.
Всі знахідки були здійснені на північному сході Китайської Народної Республіки (провінція Ляонін) у формації Їсянь. Опис першого виду було опубліковано у 1998 році. Вік знахідок спочатку визначили як піздньоюрський (у такому разі Archaefructus був би найдавнішою відомою квітковою рослиною), але потім перевизначили як ранньокрейдову (з цієї епохи відомі й інші квіткові).

## Опис
Archaefructus — водні рослини з примітивними рисами. Квітки двостатеві, примітивної будови: у них були відсутні пелюстки, чашолистки, проте були тичинки, які виконували функцію відтворення. Рослина могла швидко розмножуватися, що і дозволяло виду виживати. Ще однією особливістю була наявність плода, що зберігав всередині насіння. Насіння, ймовірно, потрапляло у воду і проростало недалеко від берега. Стебло тонке, заввишки 51 см.

## Види
Рід включає три види:
- † Archaefructus eoflora
- † Archaefructus liaoningensis
- † Archaefructus sinensis

## Загальні характеристики
Молекулярний аналіз показує, що покритонасінні (квіткові) не мають особливо близької спорідненості з жодною іншою групою сучасних насіннєвих рослин, і для з'ясування їх походження дуже важливі дослідження викопних форм. Рід Archaefructus включає одні з найдавніших відомих на цей час покритонасінних, хоча не виключено, що можуть бути виявлені й більш давні таксони. На думку деяких джерел, саме Archaefructus є предком усіх сучасних квіткових. За іншою інтерпретацією, він відноситься не до базальних, а до досить просунутих квіткових, пристосованих до життя у воді. Передбачається, що найближчими сучасними родичами Archaefructus є водяні лілії (тобто представники родини дводольних рослин Глечики).
Archaefructus — водні рослини з примітивними рисами. Квітки були обох статей і як такі ще не були оформлені: у них були відсутні пелюстки, чашолистки, проте були тичинки, що виконували функцію відтворення. Рослини могли швидко розмножуватися, що дозволяло їм виживати. Ще однією особливістю була наявність плода, що зберігав насіння, що знаходиться всередині нього. Стебло типового виду A. sinensis було тонким, висотою приблизно 51 см; його насіння, ймовірно, потрапляло у воду і проростало недалеко від берега.